# Oriol Romeu
{{Infobox football biography
| fullname = Oriol Romeu Vidal
| birth_date = 
| birth_place = 
| height = 182 cm
| position = Vezist
| currentclub = Girona
| clubnumber = 18
| youthyears1 = 2001–2004 | youthclubs1 = Espanyol
| youthyears2 = 2004–2009 | youthclubs2 = Barcelona
| years1 = 2009–2011 | clubs1 = Barcelona B | caps1 = 45 | goals1 = 1
| years2 = 2011 | clubs2 = [[FC Barcelona| | caps2 = 1 | goals2 = 0
| years3 = 2011–2015 | clubs3 = Chelsea | caps3 = 22 | goals3 = 0
| years4 = 2013–2014 | clubs4 = → Valencia CF (pos.) | caps4 = 13 | goals4 = 0
| years5 = 2014–2015 | clubs5 = → VfB Stuttgart (pos.) | caps5 = 27 | goals5 = 0
| years6 = 2015–2022 | clubs6 = Southampton | caps6 = 217 | goals6 = 7
| years7 = 2022–2023 | clubs7 = Girona | caps7 = 33 | goals7 = 2 | years8 = 2023-     | clubs8 = Barcelona | caps8 = 12 | goals8 = 0                                
| nationalyears1 = 2007–2008 | nationalteam1 = Španija do 17 let | nationalcaps1 = 5  | nationalgoals1 = 0
| nationalyears2 = 2009–2010 | nationalteam2 = Španija do 19 let | nationalcaps2 = 11 | nationalgoals2 = 1
| nationalyears3 = 2009–2011 | nationalteam3 = Španija do 20 let | nationalcaps3 = 8  | nationalgoals3 = 0
| nationalyears4 = 2011–2012 | nationalteam4 = Španija do 21 let | nationalcaps4 = 10 | nationalgoals4 = 0
| nationalyears5 = 2012      | nationalteam5 = Španija do 23 let | nationalcaps5 = 5  | nationalgoals5 = 0
| nationalyears6 = 2019–     | nationalteam6 = Katalonija | nationalcaps6 = 1 | nationalgoals6 = 0
}}
Oriol Romeu Vidal, španski nogometaš, * 24. september 1991, Ulldecona, Španija. 
Je obrambno naravnan vezist, ki se znajde tudi kot osrednji branilec. Trenutno je član kluba Girona.

## Poklicna kariera

### Barcelona
Oriol Romeu je svojo nogometno kariero začel v FC Barceloni B, ko je v njo vstopil iz barcelonine Mladinske akademije. Za ta klub je zbral 45 nastopov in zabil 1 gol. Za  FC Barcelono je nastopil nastopil le enkrat in pri tem ni zabil gola.

### Chelsea
V Chelsea F.C. je prišel 4. avgusta 2011 in podpisal 5 milijonov evrov vredno pogodbo, ki ga k igranju za klub zavezuje do leta 2015.
Debitiral je 10. septembra 2012 proti Sunderlandu, ko je v igro prišel v 79. minuti. Prvič je celo tekmo igral proti  Fulhamu, ki jo je Chelsea dobil po streljanju enajstmetrovk. V sezoni 2012/13 si je poškodoval koleno.